# Liste des épisodes de Digimon Adventure:
Chronologie
Digimon Appmon Digimon Ghost Game
Digimon Adventure: est une série d'animation japonaise, la neuvième incarnation de la franchise Digimon, et un reboot de la série télévisée originale de 1999 du même nom. La série est animée par Toei Animation, et est initialement diffusée sur Fuji Television au Japon le 5 avril 2020. 
En France, le simulcast de Adventure: (2020) est distribué sur les plateformes Crunchyroll, Anime Digital Network et connaît une diffusion télévisuelle sur la chaîne privée J-One dès le 15 juillet 2020, le mercredi suivant la diffusion japonaise.
Du fait de la pandémie de Covid-19, Toei Animation annonce le 19 avril 2020 que la production du quatrième épisode et des prochains épisodes sont repoussés pour préserver la santé de la distribution ; la diffusion de nouveaux épisodes reprend avec l'épisode 4, le 28 juin 2020.
Digimon Adventure: est un succès commercial synonyme d'essor général de la marque avec une hausse significative des ventes des produits dérivés, ce notamment en dehors du Japon et en Amérique du Nord,,. Pour la première fois depuis 2002, la fin d'une série de la franchise est suivie par le début d'une autre, avec Digimon Ghost Game. Adventure: se vend en 2022 aux États-Unis et dans plusieurs pays pour être une première exploitation doublée depuis Digimon Fusion,. En France, l'annonce d'une version française demeure en suspens après les échecs de Appmon et de Last Evolution Kizuna, lancés après le Japon sur le territoire, par Toei Animation Europe,,.
Toshihiko Sahashi est compositeur de la version japonaise. Le générique de la série est Mikakunin Hikousen, par Takayoshi Tanimoto,. Les génériques de fin sont Kuyashisa wa Tane, par Chiai Fujikawa jusqu'à l'épisode 13. Q ? par Reol, des épisodes 14-26. Mind Game, interprété par Maica_n, des épisodes 27-38 . Overseas Highway, interprété par Wolpis Carter et Orangestar des épisodes 39-54. Le cinquième et dernier générique de fin des épisodes 55-67 est Dreamers, interprété par ATEEZ,.

## Épisodes
Les titres présentés entre parenthèses proviennent de la première diffusion française en simulcast.
| No | Titre français | Titre japonais              | Titre japonais                                                     | Date de 1re diffusion |
| No | Titre français | Kanji                       | Rōmaji                                                             | Date de 1re diffusion |
| --- | -------------- | --------------------------- | ------------------------------------------------------------------ | --------------------- |
| 1 |                | 東京 デジタルクライシス     | Tōkyō Dejitaru Kuraishisu (Crise numérique à Tokyo)                | 5 avril 2020          |
| Tai Kamiya face à une cyberattaque d’envergure qui frappe Tokyo. |                |                             |                                                                    |                       |
| 2 |                | ウォー・ゲーム              | Wō Gēmu (Jeu de guerre)                                            | 12 avril 2020         |
| Une cyberattaque paralyse les infrastructures de l'armée américaine, et une ogive risque fort d'être tirée dans quelques minutes. |                |                             |                                                                    |                       |
| 3 |                | そしてデジタルワールドへ    | Soshite Dejitaru Wārudo e (Vers le monde digital)                  | 19 avril 2020         |
| Une tête nucléaire s'élance vers Tokyo. À court de solutions, Tai et Matt utilisent leur va-tout, et un nouveau Digimon apparaît. Sera-t-il à la hauteur face à la menace ?                                                                  |                |                             |                                                                    |                       |
| 4 |                | バードラモン飛翔            | Bādoramon Hishō (L'envol de Birdramon)                             | 28 juin 2020          |
| Tai et ses amis débarquent dans le Digimonde, la terre d'origine des Digimon. Sora y fera notamment la connaissance d'un nouvel ami. |                |                             |                                                                    |                       |
| 5 |                | 聖なるデジモン              | Seinaru dejimon (Le Digimon sacré)                                 | 5 juillet 2020        |
| Tai, Sora et Izzy apprennent les origines des troubles qui frappent leur monde, ainsi que leur destin. |                |                             |                                                                    |                       |
| 6 |                | 狙われた王国                | Nerawa reta ōkoku (Le royaume menacé)                              | 12 juillet 2020       |
| Sora et Tai s'approchent des fruits dégageant un délicat parfum, et sont capturés par un groupe de Digimon obéissant à Mimi, une fillette humaine qui révèle que leur royaume est sans cesse attaqué par des voleurs de fruits, les Tuskmon. |                |                             |                                                                    |                       |
| 7 |                | その男、城戸丈              | Sono Otoko, Kido Jō (Le jeune Joe Kido)                            | 19 juillet 2020       |
| Tai et ses amis doivent franchir la mer pour atteindre le continent, mais le terrible Gesomon leur barre la route. C'est alors qu'ils font la rencontre de Gomamon et de Joe Kido.                                                           |                |                             |                                                                    |                       |
| 8 |                | 子供たちの攻城戦            | Kodomotachi no Kōjōsen (Le siège de la forteresse)                 | 26 juillet 2020       |
| Les digisauveurs approchent de leur but, mais un obstacle se dresse sur leur passage : le fort gardé par Gorillamon et Solarmon. À cette occasion, le petit groupe va retrouver un ancien allié.                                             |                |                             |                                                                    |                       |
| 9 |                | 完全体・襲来                | Kanzentai Shūrai (L'Attaque du Digimon ultime)                     | 2 août 2020           |
| Le Digimon sacré serait entre les mains des sbires du Digimon des ténèbres. Alors que le petit groupe s'apprête à reprendre sa route, un comité d'accueil l'attend aux portes de la forteresse.                                              |                |                             |                                                                    |                       |
| 10 |                | 鋼鉄の超進化                | Kōtetsu no Chōshinka (La super-évolution de métal)                 | 9 août 2020           |
| Faut-il croire les derniers mots d'Ogremon ? Tai et Matt ne sont pas d'accord, mais le problème de Métal-Tyranomon reste entier. Greymon pourra-t-il vaincre un adversaire de niveau supérieur ?                                             |                |                             |                                                                    |                       |
| 11 |                | 砂漠に立つ狼                | Sabaku ni Tatsu Ōkami (Un loup dans le désert)                     | 16 août 2020          |
| Les six enfants se sont séparés et Matt, Joe et Sora doivent traverser un désert gardé par un terrible Digimon ultime. Pour y faire face, Matt va vouloir faire cavalier seul.                                                               |                |                             |                                                                    |                       |
| 12 |                | リリモン開花                | Ririmon Kaika (La floraison de Lilimon)                            | 23 août 2020          |
| Mimi et Palmon sont tombés dans la décharge d'une ancienne usine d'armement. Ils y feront la rencontre de Guardromon, qui les protégera d'un Andromon bien décidé à les éliminer.                                                            |                |                             |                                                                    |                       |
| 13 |                | 紅蓮の翼ガルダモン          | Guren no Tsubasa Garudamon (Garudamon aux ailes écarlates)         | 30 août 2020          |
| Le groupe de Sora, Joe et Matt se retrouve confronté à Cannonbeemon et ses Waspmon, qui terrorisent les Funbeemon. Sora sera bien déterminée à les sauver.                                                                                   |                |                             |                                                                    |                       |
| 14 |                | 激突 昆虫の王者             | Gekitotsu Konchū no Ōja (Le choc des rois insectes)                | 6 septembre 2020      |
| Confronté à un ennemi redoutable, Izzy est en proie au doute. Pour couronner le tout, sa tablette, instrument crucial pour analyser et faire des recherches, est en panne.                                                                   |                |                             |                                                                    |                       |
| 15 |                | ズドモン 稲妻の鉄槌         | Zudomon Inazuma no Tettsui (Le marteau de foudre de Zudomon)       | 13 septembre 2020     |
| À la suite d'une attaque glaçante, Sora est immobilisée. Pendant que Matt la protège, Joe se retrouve à assurer leurs arrières et ne peut plus reculer : il doit affronter le terrible Mammothmon.                                           |                |                             |                                                                    |                       |
| 16 |                | 東京侵食 漆黒の影           | Tōkyō Shinshoku Shikkoku no Kage (Tokyo envahie ! L'ombre de jais) | 20 septembre 2020     |
| Tai, Izzy et Mimi sortent d'une grotte pour déboucher dans Tokyo. L'incident serait-il résolu ? Mais quelque chose cloche, et ils semblent tourner en rond.                                                                                  |                |                             |                                                                    |                       |
| 17 |                | 東京決戦 オロチモン         | Tōkyō Kessen Orochimon (Orochimon, combat final à Tokyo)           | 27 septembre 2020     |
| Alors que les enfants pensaient avoir vaincu Eyesmon, le Digimon ultime Orochimon fait son apparition. Ils sont en grande difficulté, et ses rugissements aggravent la situation dans la réalité.                                            |                |                             |                                                                    |                       |
| 18 |                | 東京消滅 カウントダウン     | Tōkyō Shōmetsu Kauntodaun (Dix Minutes pour sauver Tokyo)          | 4 octobre 2020        |
| Semblant vaincu, Orochimon s'est encore digivolvé et atteint un stade supérieur. La situation semble désespérée, quand apparaît un allié inattendu.                                                                                          |                |                             |                                                                    |                       |
| 19 |                | 吠えよ獣王拳                | Hoe yo Jūōken (Hurle, Jūōken)                                      | 11 octobre 2020       |
| Tai et Matt continuent leur voyage. Ils rejoignent Leomon, qui livre bataille contre les serviteurs de Devimon. |                |                             |                                                                    |                       |
| 20 |                | 七人目の覚醒                | Shichininme no Kakusei (L'éveil du septième)                       | 18 octobre 2020       |
| Tai et Matt continuent leur voyage. Ils rejoignent Leomon, qui livre bataille contre les serviteurs de Devimon. |                |                             |                                                                    |                       |
| 21 |                | 逆転の武装鋼化              | Gyakuten no Appudēto (Mise à jour décisive)                        | 25 octobre 2020       |
| Tai, Matt et T.K. poursuivent leur traque du Digimon des ténèbres. Sur sa piste, ils finissent par retrouver le fameux marais plein de miasme.                                                                                               |                |                             |                                                                    |                       |
| 22 |                | 不屈の蒼き機翼              | Fukutsu no Aoki Sajitariusu (L'indomptable Sagittarius d'azur)     | 1er novembre 2020     |
| Les enfants poursuivent dans son château SkullKnightmon qui s'est emparé de l'œuf du Digimon sacré. Devimon venant en aide à ce dernier, le combat promet d'être rude.                                                                       |                |                             |                                                                    |                       |
| 23 |                | 闇の使者デビモン            | Yami no Shisha Debimon (Devimon, le messager des ténèbres)         | 8 novembre 2020       |
| Les enfants affrontent Devimon, qui se digivolve en une forme qui semble être sa dernière. Le combat fait rage alors que dans le monde réel, les pétroliers semblent se diriger inexorablement vers le port.                                 |                |                             |                                                                    |                       |
| 24 |                | 終極 ダンデビモン           | Shūkyoku DanDebimon (La dernière évolution, Donedevimon)           | 15 novembre 2020      |
| Devimon a transcendé les limites de la digivolution, mais y a laissé la raison. Tai et Agumon subissent de graves blessures face au miasme et tout semble perdu.                                                                             |                |                             |                                                                    |                       |
| 25 |                | ダイブ 次なる海へ           | Daibu Tsuginaru Umi e (Plongeon dans le prochain océan)            | 22 novembre 2020      |
| Devimon semble être vaincu pour de bon, mais les héros se retrouvent en chute libre des Terres du Nuage. Pendant ce temps, le chaos dans le monde réel continue, exacerbant les tensions internationales.                                    |                |                             |                                                                    |                       |
| 26 |                | 突破 海獣包囲網             | Toppa Kaijū Hōimō (Monstre marin à surmonter)                      | 29 novembre 2020      |
| Tombés des Terres du Nuage, Tai et Matt doivent affronter les dangers de l'océan, tandis que Izzy tente de trouver une solution au problème dans le monde réel.                                                                              |                |                             |                                                                    |                       |
| 27 |                | 新大陸へ                    | Shintairiku e (Vers le nouveau continent)                          | 6 décembre 2020       |
| Alors qu'Eldoradimon vogue sur les flots, Tai et ses amis sont pris dans un étrange orage. Leomon les envoie sur le continent, persuadé que l'explication de leur venue ici se trouve là-bas.                                                |                |                             |                                                                    |                       |
| 28 |                | 子供たちのサバイバル        | Kodomotachi no Sabaibaru (La lutte à mort des élus)                | 13 décembre 2020      |
| Alors qu'Eldoradimon vogue sur les flots, Tai et ses amis sont pris dans un étrange orage. Leomon les envoie sur le continent, persuadé que l'explication de leur venue ici se trouve là-bas.                                                |                |                             |                                                                    |                       |
| 29 |                | 脱出 燃える密林             | Dasshutsu Moeru Mitsurin (Fuir la jungle embrasée)                 | 20 décembre 2020      |
| Kari a été enlevée par SkullKnightmon, mais Tai n'a pas le temps de désespérer. Il fait la rencontre de Digimon menacés par de puissants prédateurs qui mettent leur jungle à feu et à sang.                                                 |                |                             |                                                                    |                       |
| 30 |                | 究極体ウォーグレイモン      | Kyūkyoku-tai WōGureimon (Le digimon Méga, War-Greymon)             | 27 décembre 2020      |
| Tai et Sora continuent de protéger les Digimon de la jungle des prédateurs, mais Métal-Greymon se retrouve poussé dans ses derniers retranchements.                                                                                          |                |                             |                                                                    |                       |
| 31 |                | 新たな闇ミレニアモン        | Arata na Yami Mireniamon (Un nouveau mal, Milleniumon)             | 10 janvier 2021       |
| War-Greymon s'est enfin éveillé, et avec lui les souvenirs de Lopmon font la lumière sur la précédente guerre entre la lumière et les ténèbres.                                                                                              |                |                             |                                                                    |                       |
| 32 |                | 天駆ける希望                | Ama Kakeru Kibō (Espoir galopant aux cieux)                        | 17 janvier 2021       |
| Patamon est encore épuisé d'avoir affronté Dark Knightmon, mais un problème plus grave semble le frapper. Pris entre son passé et un avenir incertain, saura-t-il faire face ?                                                               |                |                             |                                                                    |                       |
| 33 |                | 夜明けのヒカリ              | Yoake no Hikari (Hikari, la lumière de l'aube)                     | 24 janvier 2021       |
| Kari absorbée, l'énergie noire se concentre pour alimenter les fragments de Milleniumon, et préparer sa résurrection. Tout espoir est-il donc perdu ?                                                                                        |                |                             |                                                                    |                       |
| 34 |                | ヒカリとテイルモン          | Hikari to Teirumon (Hikari et Tailmon)                             | 31 janvier 2021       |
| Tai et ses amis s'aventurent désormais en mer à bord du Komondomon pour rejoindre les Terres scellées, mais les rudes courants marins les poussent à faire un détour dans une cité sous-marine.                                              |                |                             |                                                                    |                       |
| 35 |                | エンジェウーモン            | Kirameku Enjeūmon (L'éclat d'Angewomon)                            | 7 février 2021        |
| Tai et ses amis s'approchent des FAGA, les Terres scellées où repose Milleniumon, et les combats s'intensifient. Mais à cause de son passé, Gatomon semble sous le coup d'un blocage psychologique.                                          |                |                             |                                                                    |                       |
| 36 |                | 衛星狙撃作戦                | Eisei Sogeki Sakusen (Opération Satellite abattu)                  | 14 février 2021       |
| La station spatiale internationale va désormais s'écraser, c'est inéluctable. Mais Izzy a un plan pour au moins la dévier. Seulement, tout conspire pour que ce dernier se retrouve au devant de la scène. Sera-t-il à la hauteur ?          |                |                             |                                                                    |                       |
| 37 |                | ミミちゃんウォーズ          | Mimi-chan Wōzu (La guerre de Mimi)                                 | 21 février 2021       |
| Tai et ses amis retrouvent enfin Mimi, et doivent lui venir en aide pour libérer de l'oppression des Digimon mineurs de joyaux. |                |                             |                                                                    |                       |
| 38 |                | 燃える 蒼き友情             | Moeru Aoki Yūjō (Le bleu flamboyant de l'amitié)                   | 28 février 2021       |
| Gabumon est à la merci de Mephistomon qui tente de le sacrifier à Milleniumon. Acculé, Matt doit demander l'aide de Joe et de Gomamon. Parviendront-ils à sauver leur partenaire ?                                                           |                |                             |                                                                    |                       |
| 39 |                | ジャガモン ポテト地獄       | Jagamon Poteto Jigoku (Jagamon et l'enfer des patates)             | 7 mars 2021           |
| Arrivée à une oasis pour un bref moment de détente, les héros profitent d'un burger frites chez Burgermon. Joe narre alors son affection pour les frites et se lie d'amitié avec Potamon.                                                    |                |                             |                                                                    |                       |
| 40 |                | 決めろ！必殺シュート        | Kimero! Hissatsu Shūto (But ! Le tir de la victoire)               | 21 mars 2021          |
| Sora et Tai se rappellent leurs entraînements au club de foot, et leur jeu d'équipe se montrera utile pour sauver les Pomumon de Toropiamon.                                                                                                 |                |                             |                                                                    |                       |
| 41 |                | 霧のもんモンパーク          | Kiri no Monmon Pāku (Mon Mon Park dans la brume)                   | 28 mars 2021          |
| Matt et T.K. cherchent des provisions dans la forêt, et débouchent sur un parc d'attractions dans la brume. Cela n'est pas sans rappeler quelques souvenirs aux deux frères.                                                                 |                |                             |                                                                    |                       |
| 42 |                | 発明王ガーベモン            | Hatsumei Ō Gābemon (Le roi des inventeurs, Poubellemon)            | 4 avril 2021          |
| À cause de l'influence de Milleniumon, des objets du monde réel se matérialisent dans le Digimonde. Poubellemon enquête dans une de ces décharges. Lui et Izzy se trouveront des atomes crochus.                                             |                |                             |                                                                    |                       |
| 43 |                | 激突 キング・オブ・デジモン | Gekitotsu Kingu obu Dejimon (Qui sera le roi des Digimon ?)        | 11 avril 2021         |
| Nos amis tentent d'avancer sur les Terres Infinies à la géographie apparemment changeante, quand ils tombent sur le conflit qui oppose deux Digimon pour le titre de roi.                                                                    |                |                             |                                                                    |                       |
| 44 |                | ヒカリと動く森              | Hikari to Ugoku Mori (Hikari et la forêt ambulante)                | 18 avril 2021         |
| Après un long parcours, nos amis atteignent une forêt accueillante. Mais il s'agit en fait du dos de Petaldramon, et seul Kari semble capable de communiquer avec lui.                                                                       |                |                             |                                                                    |                       |
| 45 |                | 起動 メタルガルルモン       | Kidō Metaru Garurumon (L'activation de Métal-Garurumon)            | 25 avril 2021         |
| Garurumon rencontre Machmon, un champion de course, et décide de se mesurer à lui. Cependant, ce dernier cache un lourd secret. Matt et son partenaire seront-ils capables de lui venir en aide ?                                            |                |                             |                                                                    |                       |
| 46 |                | 希望の聖剣                  | Kibō no Seiken (L'épée de l'espérance)                             | 2 mai 2021            |
| Alors que nos amis sont pris au piège avec des copies de leurs ennemis passés, un défi terrible attend Angemon. |                |                             |                                                                    |                       |
| 47 |                | 荒野の悪党たち              | Kōya no Akutōtachi (Les méchants des terres désolées)              | 9 mai 2021            |
| Un soir, Tai et Joe trouvent un robinet comme il en existe dans le monde des humains. Mais cette source d'eau est disputée entre deux bandes de Digimon, et Joe se fait enlever.                                                             |                |                             |                                                                    |                       |
| 48 |                | ムゲンドラモンの襲撃        | Mugendoramon no Shūgeki (L'attaque de Mugendramon)                 | 16 mai 2021           |
| Nos amis sont désormais près de leur but, les Terres Scellées des FAGA, mais un envoyé inattendu leur barre la route : le terrible Machinedramon.                                                                                            |                |                             |                                                                    |                       |
| 49 |                | 邪神降臨ミレニアモン        | Jashin Kōrin Mireniamon (L'avènement de Milleniumon)               | 23 mai 2021           |
| Machinedramon s'est fait exploser en emportant avec lui Tai et War-Greymon, laissant les digisauveurs dans le désespoir : tout semble perdu alors que Milleniumon est sur le point de renaître.                                              |                |                             |                                                                    |                       |
| 50 |                | 終結 究極の聖戦             | Shūketsu Kyūkyoku no Seisen (Conclusion de l'ultime croisade)      | 30 mai 2021           |
| Milleniumon a réussi à renaître, mais face à lui se dressent War-Greymon et Tai. L'ultime combat peut commencer. |                |                             |                                                                    |                       |
| 51 |                | 紋章に隠された謎            | Monshō ni Kakusareta Nazo (Le secret des emblèmes)                 | 6 juin 2021           |
| Tai et ses amis goûtent à un repos bien mérité, mais Poubellemon contacte Izzy pour leur révéler un immense secret, celui des symboles de leur Digivices.                                                                                    |                |                             |                                                                    |                       |
| 52 |                | 天舞 ホウオウモン           | Tenbu Hououmon (Danse céleste, Hououmon)                           | 13 juin 2021          |
| Junkmon régit une équipe de Digimon pour se protéger des éruptions. Le rude environnement mettra les liens entre Sora et Biyomon à l'épreuve.                                                                                                |                |                             |                                                                    |                       |
| 53 |                | ゲコ温泉の乱                | Geko Onsen no Ran (La révolte des sources Geko)                    | 20 juin 2021          |
| Joe et ses amis se rendent aux sources chaudes, mais à leur grand dam ces dernières sont taries. Tonosamagekomon s'est imposé en tyran, et il s'est épris de Gomamon.                                                                        |                |                             |                                                                    |                       |
| 54 |                | さすらいの戦鬼リベリモン    | Sasurai no Senki Riberimon (Rebellimon, le guerrier errant)        | 27 juin 2021          |
| Tai et Agumon traversent une plaine désolée, territoire de dangereux Digimon hors-la-loi. Ils y feront cependant la rencontre de Rebellimon, un dur au grand cœur qui s'ignore.                                                              |                |                             |                                                                    |                       |
| 55 |                | 狙われたデジモン学校        | Nerawareta Dejimon Gakkō (L'école des Digimon en danger)           | 4 juillet 2021        |
| Tai et Agumon traversent une plaine désolée, territoire de dangereux Digimon hors-la-loi. Ils y feront cependant la rencontre de Rebellimon, un dur au grand cœur qui s'ignore.                                                              |                |                             |                                                                    |                       |
| 56 |                | 三日月の金狼                | Mikazuki no Kinrō (Le loup doré du croissant de lune)              | 11 juillet 2021       |
| Matt et Gabumon se retrouvent dans une forêt où ils sont aux prises avec un étrange ennemi : intouchable, mais capable de pourfendre nombre de Digimon. Quel mystère cache donc ce fantôme vengeur ?                                         |                |                             |                                                                    |                       |
| 57 |                | 破滅からの接触              | Hametsu Kara no Kontakuto (L'appel de la Catastrophe)              | 18 juillet 2021       |
| Tai et Agumon sont attaqués subitement par un essaim d'Algomon. Ces derniers évoluent, et mettent Tai et Agumon en difficulté. |                |                             |                                                                    |                       |
| 58 |                | ヒカリ 新たな命             | Hikari Arata na Inochi (Hikari, une nouvelle vie)                  | 25 juillet 2021       |
| Kari retourne à la forêt qui a poussé autour de la dépouille de Petaldramon, et qui est désormais un havre de paix pour les nouvelles vies que représentent les Digi-œufs.                                                                   |                |                             |                                                                    |                       |
| 59 |                | 電光ヘラクルカブテリモン    | Denkō Herakuru Kabuterimon (Tonnerre, Heraklekabuterimon)          | 1er août 2021         |
| Izzy guidé par son Digivice revient à la vallée des miroirs. C'est alors qu'il devra relever le défi de Nanomon, afin de déterminer qui est le plus grand savant.                                                                            |                |                             |                                                                    |                       |
| 60 |                | 氷河を征くヴァイクモン      | Hyōga o Yuku Vaikumon (Vikemon, conquérant des glaces)             | 8 août 2021           |
| Menant son groupe vers une terre promise malgré les intempéries, Joe et Gomamon devront affronter des pirates animés d'un motif similaire, et se surpasser.                                                                                  |                |                             |                                                                    |                       |
| 61 |                | 帰りたい場所へ              | Kaeritai Basho e (Là où on veut rentrer)                           | 15 août 2021          |
| Eldoradimon, qui est tombé des Terres du Nuage, cherche à y retourner. T.K. et Patamon parviendront-ils à l'aider ? |                |                             |                                                                    |                       |
| 62 |                | シャッコウモンの涙          | Shakkoumon no Namida (Les larmes de Shakkômon)                     | 22 août 2021          |
| Sora a retrouvé nombre d'anciens amis qui ont fondé un nouveau village. Mais ils déterrent les ruines qui renfermaient Shakkoumon, et ce dernier passe à l'attaque.                                                                          |                |                             |                                                                    |                       |
| 63 |                | 勇気の紋章                  | Yūki no Monshō (L'emblème du courage)                              | 29 août 2021          |
| Tai et Sora parviennent à un château, où les attend quelqu'un qui mettra le courage de Tai à l'épreuve et déterminera s'il est de taille face aux batailles à venir.                                                                         |                |                             |                                                                    |                       |
| 64 |                | 天使たちの決意              | Tenshi-tachi no Ketsui (La résolution des anges)                   | 5 septembre 2021      |
| Devimon avertit Patamon en rêve du danger de la Grande Catastrophe. C'est alors que les Soundbirdmon attaquent l'arbre renfermant les monolithes aux symboles.                                                                               |                |                             |                                                                    |                       |
| 65 |                | 巨大な破滅ネガーモン        | Kyodai na Hametsu Negāmon (La grande catastrophe, Negamon)         | 12 septembre 2021     |
| Le ciel et le monde se fracturent, ouvrant des brèches vers un espace blanc de néant immaculé, d'où surgit Negamon, la manifestation de la Grande Catastrophe.                                                                               |                |                             |                                                                    |                       |
| 66 |                | 最後の奇跡 最後の力         | Saigo no Kiseki Saigo no Chikara (Ultime miracle, ultimes forces)  | 19 septembre 2021     |
| La Grande Catastrophe est en marche, et frappe même le monde réel. Alors que tout semble perdu, une douce lumière se manifeste. |                |                             |                                                                    |                       |
| 67 |                | 冒険の果て                  | Bōken no Hate (Au bout de l'aventure)                              | 26 septembre 2021     |
| Accompagnés d'Omnimon, Tai et Matt partent affronter Negamon de l'intérieur, pendant que leurs amis les soutiennent de l'extérieur. Le choc des titans va commencer.                                                                         |                |                             |                                                                    |                       |